# Masicera necopina
Masicera necopina är en tvåvingeart som först beskrevs av Walker 1861.  Masicera necopina ingår i släktet Masicera och familjen parasitflugor. Inga underarter finns listade i Catalogue of Life.